# Solenocera atlantidis
Solenocera atlantidis is een tienpotigensoort uit de familie van de Solenoceridae. De wetenschappelijke naam van de soort is voor het eerst geldig gepubliceerd in 1939 door Burkenroad.